# ママはバーテンダー〜今宵も踊ろう〜
『ママはバーテンダー〜今宵も踊ろう〜』（ママはバーテンダー こよいもおどろう）は、2023年1月19日から3月9日まで、BS-TBS・BS-TBS 4Kで毎週木曜23時30分から翌0時に放送されたテレビドラマ。主演は連続ドラマ初主演となる紫吹淳。
思春期の子育てに奮闘するシングルマザーのバーテンダーが、カウンターで親身になって客の悩みを聞き、派手に踊りながらシェーカーを振り悩みを解決する物語。
番組中には協賛社のうちの成和インターナショナルと北海道産地直送センターの2社が本作とのコラボによる限定CM（インフォマーシャル、いずれも紫吹出演）を提供している。

## キャスト

### 主要人物
星野あかり（ほしの あかり）〈48〉
演 - 紫吹淳
「BAR 1511」のママさんバーテンダー。思春期の長女と小学生の長男の2人を子育て中のシングルマザー。
かつて有名バレエ団に合格し海外留学していたが大ケガをして夢を断念した過去を持つ。

### あかりの家族
星野愛菜（ほしの まな）〈13〉
演 - 住田萌乃
あかりの娘。中学1年生。
星野大地（ほしの だいち）〈9〉
演 - 山田忠輝
あかりの息子。小学3年生。

### BAR 1511
あかりが勤務する銀座の老舗バー。1511は「一期一会」のもじり。
客の来店時の挨拶は「いらっしゃいまし」。お見送り時は「いってらっしゃいまし」。
原田敏之（はらだ としゆき）〈60〉
演 - モロ師岡
オーナー。元・六本木のキャバクラの店長。
坂井幸樹（さかい こうき）〈32〉
演 - 中村米吉
入店2年目の見習いバーテンダー。
新川千広（しんかわ ちひろ）〈22〉
演 - 百瀬拓実
アルバイト。

### ゲスト

#### 第1話
東堂克生（とうどう かつき）〈65〉
演 - 内藤剛志
「ホテルプラトン銀座」の支配人。伝説のホテルマン。
30年前に別れた恋人が身ごもっていた娘と初対面する予定。
五十嵐浩二
演 - 増田英彦（ますだおかだ）
「BAR 1511」の常連客。自費出版の自称小説家。
デートを前に、あかりからカクテル言葉が「叶わぬ恋」のブルームーンを給仕される。
高梨香織〈30〉
演 - 織田美織
東堂の娘。保育士。母親に瓜二つで、東堂を驚かせる。
妊娠していたことから、あかりにジントニックのノンアルコールを給仕される。
パンクロッカー風美女
演 - 美紅
「BAR 1511」の来店客。東堂の娘かと思われたが、別人であった。

#### 第2話
吉澤風香（よしざわ ふうか）〈40〉
演 - 奥菜恵
航空会社の元CA。あかりを「よく当たる占い師」と思い込み、「BAR 1511」に来店する。
高飛車な女性で理想を追い続けた結果、今も未婚のままで結婚を焦る。

#### 第3話
熊田和雄（くまだ かずお）〈61〉
演 - 勝村政信
元区役所職員。妻のクローゼットから見覚えのない指輪を見つけ、浮気を疑う。
熊田優奈
演 - 坂ノ上茜
和雄の娘。
常連客
演 - 朝香賢徹

#### 第4話
福原彩葉（ふくはら いろは）
演 - 松井愛莉
バー「ペザンテ」のバーテンダー。近々独立し、自分の店を構える予定。
常見
演 - 深沢邦之
「BAR 1511」の常連客。バー「ペザンテ」にも通っており、彩葉とは顔見知り。

#### 第5話
梶田翔吾（かじた しょうご）
演 - 平原テツ
バーテンダー坂井の大学時代の先輩。大手靴メーカーの営業。
常連客
演 - 瀬下尚人
「BAR 1511」の常連客。病院から出てくる1511のオーナー原田を目撃し、心配する。

#### 第6話
早瀬華代子（はやせ かよこ）
演 - りょう
介護士。原田オーナーの昔からの知り合い。元六本木ナンバーワンのホステス。
「BAR 1511」の開店20周年の記念日に、高級ワイン「オーパスワン」の2011年物を依頼する。

#### 第7話
倉沢雅樹（くらさわ まさき）
演 - 古屋呂敏
お笑い芸人「トンキーズ」のボケ担当。ファミレスでアルバイトしながら芸人を続け、遂に単独ライブを開催する。
家からいなくなった同棲する萌美を心配する気持ちを「BAR 1511」であかりに吐露する。
池添萌美（いけぞえ もえみ）
演 - 高橋真悠
トンキーズのファンで、3年前に「BAR1511」で出会った雅樹と交際し、その後同棲するが、雅樹の浮気を疑い「BAR 1511」であかりに愚痴をこぼす。
池添貴彦（いけぞえ たかひこ）
演 - 大高洋夫
ファミレス店長。娘の萌美について「BAR 1511」であかりに愚痴をこぼす。
倉沢奈緒子（くらさわ なおこ）
演 - 土井きよ美
会社の部下・萌美と息子の雅樹について「BAR 1511」であかりに愚痴をこぼす。

#### 最終話
阿久津道彦
演 - 青柳翔
外科医。あかりの亡夫・直哉と瓜二つ。
星野直哉
演 - 青柳翔
あかりの亡夫。
山岸
演 - 瀬下尚人
常連客。先週まで盲腸で入院しており、直哉と瓜二つの執刀医の阿久津を「BAR1511」に連れてくる。
多賀里美
演 - NINO（新野美紀子）
阿久津の交際相手。交通事故に遭い昏睡状態であったが、奇跡的に意識を取り戻す。阿久津が毎日声掛けをしていたことは覚えていた。

## スタッフ
- 企画・プロデュース - 井口喜一（ジャンゴフィルム）[2]
- 脚本 - 川口清人[2]、たかひろや[2]
- 主題歌 - May J.「Perch」（rhythm zone）[6]
- 監督 - 杉山泰一[2]、保坂克己[2]、井川浩哉[2]
- プロデュース - 井口欣生（BS-TBS）[2]
- 監修 - 一般社団法人日本バーテンダー協会[7]
- 協力 - 三笠会館「BAR 5517」[7]
- 製作 - BS-TBS、ジャンゴフィルム

## 放送日程
| 各話   | 放送日  | サブタイトル                 | カクテル           | カクテル言葉                 | 脚本       | 監督     |
| ------ | ------- | ---------------------------- | ------------------ | ---------------------------- | ---------- | -------- |
| 第1話  | 1月19日 | 30年越しの出会い             | ダイキリ           | 希望                         | 川口清人   | 杉山泰一 |
| 第2話  | 1月26日 | ひとりよがりな女             | ピンクレディー     | いつも美しく                 | 川口清人   | 井川浩哉 |
| 第3話  | 2月02日 | こじれた関係                 | ジャマイカ・ジョー | 格好つけて                   | たかひろや | 杉山泰一 |
| 第4話  | 2月09日 | 女バーテンダー対決!          | サード・レール     | 迷い                         | たかひろや | 保坂克己 |
| 第5話  | 2月16日 | 先輩のヒミツ                 | ジャック・ローズ   | おそれを知らない元気な冒険者 | 川口清人   | 保坂克己 |
| 第6話  | 2月23日 | 過去と秘密の関係             | ギムレット         | 遠い人を想う                 | たかひろや | 杉山泰一 |
| 第7話  | 3月02日 | 浮気から始まった関係         | サイドカー         | いつも二人で                 | 川口清人   | 杉山泰一 |
| 最終話 | 3月09日 | 亡くなった夫からプロポーズ!? | アイ・オープナー   | 運命の出会い                 | 川口清人   | 杉山泰一 |